# Rhysodesmus leonensis
Rhysodesmus leonensis är en mångfotingart som beskrevs av Chamberlin 1941. Rhysodesmus leonensis ingår i släktet Rhysodesmus och familjen Xystodesmidae. Inga underarter finns listade i Catalogue of Life.